# Yona Harvey
Œuvres principales
Hemming the Water (2013)
Yona Harvey, née en 1974, est une poétesse américaine.

## Biographie
Yona Harvey naît en 1974. Elle est diplômée de l'université Howard, où elle côtoie l'écrivain Ta-Nehesi Coates, le dramaturge Kemp Powers et le poète Doug Kearney. Elle est également diplômée de l'université d'État de l'Ohio et de l'université de Pittsburgh.
Elle est mariée au poète Terrance Hayes. Ils se sont rencontrés lors d'une retraite destinée aux poètes noirs, un événement organisé par la fondation Cave Canem en 1966.

### Carrière professionnelle

#### Enseignement
Yona Harvey est professeur adjoint à l'université de Pittsburgh. Elle enseigne au sein du programme d'écriture du département en langue anglaise. Ses cours traitent de la littérature et de la culture africaine, des médias numériques et nouveaux médias, de la poésie, des essais lyriques et de la composition multimodale.

#### Poésie
En 2013, Yona Harvey publie son premier recueil de poésie, Hemming the Water, inspiré par la pianiste et compositrice de jazz Mary Lou Williams,. En 2014, elle est lauréate du prix Kate Tufts Discovery. La même année, elle est nommée finaliste pour le prix Hurston / Wright Legacy Award, dans la catégorie poésie.
Peu à peu sa prose s'impose dans les pages de la presse américaine. Ses travaux sont édités dans les titres Columbia Daily Tribune, jubilat, Ploughshares, Gulf Coast, Callaloo et West Branch,,,.
Pour elle, l’intérêt artistique de ses textes vise à exprimer : « […] les vies diverses et les expériences des femmes américaines noires à travers la littérature... la visibilité et l'invisibilité des femmes noires, notre santé mentale, nos besoins personnels et l’importance de notre imagination dans la société telle qu’elle se manifeste à travers nos cheveux, nos vêtements, nos discours, nos parents, nos décisions qui ne sont pas uniquement parentales et nos interactions avec d'autres femmes. »
En novembre 2016, elle obtient le prix Carol R. Brown pour l'ensemble de sa production. Une récompense décernée par la Fondation Pittsburgh et l'organisation américaine The Heinz Endowments.
En 2017, elle participe à la Conférence de The Frost Place sur la poésie. La même année, une partie de son travail est éditée dans l'anthologie Poet’s Craft : A Comprehensive Guide to Making and Sharing Your Poetry, dirigée par Annie Finch.
Yona Harvey est membre de l'Académie des poétes américains, fondée en 1934.

#### Bande dessinée
En juin 2016, l'écrivain Ta-Nehisi Coates, ancien élève de l'université Howard et rédacteur en chef de The Atlantic Monthly, lui offre la possibilité de rencontrer les éditions Marvel. Selon lui, elle dispose, de par ses compétences en poésie, des qualités nécessaires pour la narration courte utilisée dans les bandes dessinées : 

« Il y a tellement de concurrence et vous devez parler avec une telle force… Je savais que pour elle, cette forme d’écriture serait naturelle »

. Au cours de l'été, la poétesse rédige les dix premières pages d'un essai consacré à Zenzi, leader révolutionnaire appartenant à l'univers de Black Panther.
Ce même été, Ta-nehisi Coates rencontre l'autrice américaine Roxane Gay, en pleine écriture d'un projet d'histoire sur Ayo et Aneka, deux femmes membres des gardes du corps d'élite de Black Panther. Le trio s'associe alors pour l'écriture de World of Wakanda, série spin-off inspirée de la franchise Black Panther. Roxane Gay et Yona Harvey deviennent, en même temps que Nilah Magruder, les premières femmes noires a écrire pour la maison d'édition américaine Marvel Comics.
La série est annulée en juin 2017, soit deux jours après l’avant-première du film Black Panther. Le dernier numéro est publié en mars 2017. Marvel Comics n’apporte aucune raison officielle quant à l’annulation du projet.
Yona Harvey poursuit cependant son expérience de la bande dessinée en participant à la rédaction de plusieurs numéros pour la série Black Panther And The Crew, lancée en 2017,.

## Publications

### Recueils de poésie
- Hemming the Water, Four Way Books, 88p, 2013,  (ISBN 9781935536321)

### Ouvrages collectifs
- The Force of What’s Possible : Writers on Accessibility & the Avant-Garde, Lily Hoang, Joshua Marie Wilkinson, Nightboat, 400p, 2014,  (ISBN 1937658279)
- Poet’s Craft : A Comprehensive Guide to Making and Sharing Your Poetry, Anne Ridley Crane Finch, University of Michigan Press, 736p, 2017,  (ISBN 0472033646)

### Comics
- Black Panther : World of Wakanda, Ta-nehisi Coates, Roxane Gay, Yona Harvey, Illustrations d’Alitha Martinez et Afua Richardson, Marvel Comics, 144p, 2017,  (ISBN 130290650X)
- Black Panther and The Crew : Storm Comes To Harlem #2, Ta-nehisi Coates, Yona Harvey, Illustrations de Butch Guice et John Cassaday, Marvel Comics, 22p, 2017, (ASIN B06X9DRBND)
- Black Panther And The Crew #6, Ta-nehisi Coates, Yona Harvey, Illustrations de Butch Guice et John Cassaday, Marvel Comics, 25p, 2017

## Distinctions
- 2014 : Prix de la découverte Kate Tufts
- 2016 : Prix de la création Carol R. Brown, Pittsburgh Foundation, The Heinz Endowments